# Мохамед Ель-Маграбі
Мохамед Ель-Маграбі (араб. محمد المغربي, нар. 28 квітня 2001) — єгипетський футболіст, захисник клубу «Смуха».
Виступав за молодіжну збірну Єгипту.

## Клубна кар'єра
Народився 28 квітня 2001 року. Вихованець футбольної школи клубу «Аль-Аглі». 2022 року почав залучатися до лав основної команди клубу і провів за неї декілька ігор на Кубок Єгипту. 
Протягом 2022–2023 років перебував в оренді у чеському «Тепліце», де, утім, виступав здебільшого за другу команду.
На початку 2023 року став гравцем клубу «Смуха», до якого приєднався також на орендних умовах.

## Виступи за збірну
З 2023 року залучається до складу молодіжної збірної Єгипту. На молодіжному рівні зіграв у 6 офіційних матчах.

## Статистика виступів

### Статистика клубних виступів
Станом на 22 липня 2024
| Сезон             | Команда           | Чемпіонат         | Чемпіонат | Чемпіонат | Національний кубок | Національний кубок | Національний кубок | Континентальні кубки | Континентальні кубки | Континентальні кубки | Інші змагання | Інші змагання | Інші змагання | Усього | Усього | Усього |
| Сезон             | Команда           | Ліга              | Ігор      | Голів     | Ліга               | Ігор               | Голів              | Ліга                 | Ігор                 | Голів                | Ліга          | Ігор          | Голів         | Ігор   | Голів  |        |
| ----------------- | ----------------- | ----------------- | --------- | --------- | ------------------ | ------------------ | ------------------ | -------------------- | -------------------- | -------------------- | ------------- | ------------- | ------------- | ------ | ------ | ------ |
| 2021-лют. 2022    | «Аль-Аглі»        | 1Л                | 0         | 0         | КЄ                 | 3                  | 0                  |                      | -                    | -                    | КЧС           | 1             | 0             | 4      | 0      |        |
| лют.-черв. 2022   | «Тепліце»         | 1Л                | 1         | 0         | КЧ                 | 0                  | 0                  |                      | -                    | -                    |               | -             | -             | 1      | 0      |        |
| лют.-черв.2022    | «Тепліце Б»       | ЧФЛ               | 11        | 1         |                    | -                  | -                  |                      | -                    | -                    |               | -             | -             | 11     | 1      |        |
| 2022-січ. 2023    | «Тепліце Б»       | ЧФЛ               | 5         | 0         |                    | -                  | -                  |                      | -                    | -                    |               | -             | -             | 5      | 0      |        |
| січ.-черв. 2023   | «Смуха»           | 1Л                | 17        | 0         | КЄ                 | 0                  | 0                  |                      | -                    | -                    |               | -             | -             | 17     | 0      |        |
| 2023–24           | «Смуха»           | 1Л                | 15        | 0         | КЄ                 | 2                  | 0                  |                      | -                    | -                    |               | -             | -             | 17     | 0      |        |
| Усього за кар'єру | Усього за кар'єру | Усього за кар'єру | 49        | 1         |                    | 5                  | 0                  |                      | -                    | -                    |               | 1             | 0             | 55     | 1      |        |